# 忽出哈敦
忽出哈敦（生卒年不详），蒙古斡亦剌惕部贵族，其父为斡亦剌惕部首领忽秃合别乞之子脱劣勒赤，其母为成吉思汗之女扯扯干。
忽出哈敦嫁给拔都之子托托罕为妻，其两子忙哥帖木儿、脱脱蒙哥于1266年至1290年间相继为钦察汗国可汗。